# خارگیل ارواح
خارگیل ارواح (نام علمی: Durio grandiflorus) نام یک گونه از سرده خارگیل است.